# Duttaphrynus beddomii
Duttaphrynus beddomii är en art i familjen paddor (Bufonidae) som är endemisk för Västra Ghats i Indien. Det är en sällsynt art som lever i tropiska fuktiga bergsskogar och bara är känd från tre områden (Kudremukh, Ponmudi och Kalakad) i södra Västra Ghats. Duttaphrynus beddomii är rödlistad som starkt hotad av IUCN.